# Massif de Yadé
Le massif de Yadé est un massif montagneux du Nord-Ouest de la République centrafricaine et de l'Est du Cameroun, aux confins du Tchad. Il constitue le flanc oriental du massif de l'Adamaoua, en est séparé par les fosses de la Mbré et du Djérem, et se prolonge par le massif du Bakoré. Il se compose d’un plateau central granitique dominé par une série de pics s’élevant à près de 1 300 m et entouré de divers plans inclinés et d’un premier gradin constitué par le haut plateau de Bouar-Bocaranga situé entre 800 m et 1 000 m. Son point culminant atteint 1 410 m au mont Ngaoui, situé sur la frontière entre le Cameroun et la République centrafricaine.

## Toponymie
Son nom, attribué par le commandant Lenfant dans un ouvrage publié en 1909, est celui d’un village aujourd'hui disparu, nœud orographique du massif, situé à l’ouest-sud-ouest de Bocaranga.